# Ophiorrhiza carnosicaulis
Ophiorrhiza carnosicaulis är en måreväxtart som beskrevs av Hsien Shui Lo. Ophiorrhiza carnosicaulis ingår i släktet Ophiorrhiza och familjen måreväxter. Inga underarter finns listade i Catalogue of Life.